# Medisch moleculair microbioloog
Een Medisch Moleculair Microbioloog (MMM) is een laboratoriumspecialist gespecialiseerd in de moleculaire diagnostiek van infectieziekten. Het laboratoriumspecialisme is ontstaan in 2007. De Medisch Moleculair Microbioloog staat in Nederland ingeschreven in het register MMM van de Nederlandse Vereniging voor Medische Microbiologie (NVMM).

## Takenpakket
Een Medisch Moleculair Microbioloog is deskundig op het gebied van het ontwikkelen, uitvoeren en interpreteren van moleculair diagnostisch onderzoek binnen de medische microbiologie. Samen met de arts-microbioloog kunnen de resultaten van het onderzoek vervolgens medisch worden geïnterpreteerd en aan de behandeld arts worden doorgegeven.

## Achtergrond

### Diagnostiek infectieziekten
Moleculaire methoden spelen een steeds belangrijkere rol in de diagnostiek van infectieziekten. Met behulp van zeer gevoelige technieken (meestal gebaseerd op PCR), kan de aanwezigheid van het genetisch materiaal van ziekteverwekkers zoals bacteriën en virussen, maar ook van  parasieten en schimmels, worden bepaald. De afgelopen jaren heeft de moleculaire diagnostiek gezorgd voor een aanzienlijke verbetering in de snelheid en gevoeligheid van de diagnostiek van infectieziekten.